# 山田卯三男
山田 卯三男（やまだ うみお、1879年（明治12年）9月13日 - 1966年（昭和41年）7月11日）は、大日本帝国陸軍軍人。最終階級は陸軍中将。

## 経歴
1879年（明治12年）に愛媛県で生まれた。陸軍士官学校第13期卒業。1924年（大正13年）12月4日に陸軍砲兵大佐に進級し、12月15日に陸軍野戦砲兵学校高射砲練習隊長に就任し、1927年（昭和2年）1月に陸軍野戦砲兵学校教導連隊長に転じた。
1930年（昭和5年）8月1日に陸軍少将進級と同時に対馬要塞司令官に着任。1932年（昭和7年）8月に野戦重砲兵第1旅団長に転じ、1933年（昭和8年）8月に陸軍技術本部第3部長に就任した。1934年（昭和9年）8月1日に陸軍中将に進級して待命、8月30日に予備役に編入された。
1947年（昭和22年）11月28日、公職追放仮指定を受けた。